# Elizabeth Blackburn
Elizabeth Helen Blackburn FRS (n. 26 noiembrie 1948, Hobart, Tasmania, Australia) este o biologă americană de origine australiană. După masteratul din Australia, face doctoratul la Universitatea Cambridge. În 1984 a descoperit telomeraza, o enzimă  care readuce telomerii la lungimea sănătoasă. Laureată a Premiului Nobel pentru Fiziologie sau Medicină pe 2009, împreună cu Jack Szostak și Carol Greider, pentru descoperirea felului în care cromozomii sunt protejați de telomeri și a enzimei telomerază.